# Khao Kala
Khao Kala (tiếng Thái: เขากะลา, phát âm [kʰǎw kā.lāː]) là một tambon (tiểu huyện) và vùng lân cận ở Nakhon Sawan, vùng thượng miền trung Thái Lan có liên quan đến UFO.

## Địa lý
Khao Kala là một dãy núi thấp có hình dạng giống như một chiếc gáo dừa ngược. Do đó có tên "Khao Kala" (núi gáo dừa) theo hình dáng của nó. Khu vực của dãy Khao Kala bao gồm toàn bộ diện tích của Tambon Khao Kala, huyện Phayuha Khiri cho đến Tambon Phra Non ở huyện Mueang Nakhon Sawan hoặc tỉnh lỵ Nakhon Sawan.
Phần lớn diện tích là cao nguyên và miền núi. Khao Kala cách trung tâm thành phố Phayuha Khiri khoảng 24 km (14,9 mi) về phía đông.
Khao Kala có tổng diện tích là 217,23 km vuông (khoảng 135.768,75 rai).
Các vùng liền kề gồm (từ phía bắc theo chiều kim đồng hồ): Phra Non ở huyện Mueang Nakhon Sawan, Hua Thanon ở huyện Tha Tako, Nikhom Khao Bo Kaeo ở huyện này, Udom Thanya ở huyện Tak Fa, và Khao Thong cùng với Nikhom Khao Bo Kaeo đều ở huyện này.

## Nhân khẩu
Tổng dân số 8.458 người (4.114 nam và 4.344 nữ) trong 2.999 hộ gia đình.

## Kinh tế
Phần lớn dân cư đều làm nghề trồng mía. Riêng nghề trồng lúa chỉ do một thiểu số người làm mà thôi.

## Hành chính
Khao Kala do Tổ chức Hành chính Tiểu khu (SAO) Khao Kala (เทศบาลตำบลเขากะลา) nắm quyền quản lý.
Tambon này được chia thành 19 muban (làng)
| Số hiệu | Tên gọi                | Tiếng Thái     |
| ------- | ---------------------- | -------------- |
| 01.     | Ban Huai Bong          | บ้านห้วยบง       |
| 02.     | Ban Khao Sam Yot       | บ้านเขาสามยอด   |
| 03.     | Ban Phu Wa             | บ้านพุหว้า        |
| 04.     | Ban Nong Tao           | บ้านหนองเต่า     |
| 05.     | Ban Than Lamyai        | บ้านธารลำไย     |
| 06.     | Ban Nong Khloi         | บ้านหนองกลอย    |
| 07.     | Ban Sab Pakkard        | บ้านซับผักกาด     |
| 08.     | Ban Sa Bua             | บ้านสระบัว       |
| 09.     | Ban Sa Bua Tai         | บ้านสระบัวใต้     |
| 010.    | Ban Phu Wiset          | บ้านพุวิเศษ       |
| 011.    | Ban Hua Khao Phra Krai | บ้านหัวเขาพระไกร |
| 012.    | Ban Khao Sanam Chai    | บ้านเขาสนามชัย   |
| 013.    | Ban Phu Ta Mueang      | บ้านพุตาเมือง     |
| 014.    | Ban Khao Khat          | บ้านเขาขาด      |
| 015.    | Ban Dong Man           | บ้านดงมัน        |
| 016.    | Ban Hang Nam           | บ้านหางน้ำ       |
| 017.    | Ban Khao Wong Nuea     | บ้านเขาวงค์เหนือ  |
| 018.    | Ban Khao Wong Klang    | บ้านเขาวงค์กลาง  |
| 019.    | Ban Mai Tha Nam Oi     | บ้านใหม่ท่าน้ำอ้อย  |

## Tiện ích
Khao Kala có bốn bệnh viện địa phương, 19 trung tâm y tế địa phương cùng bốn hiệu thuốc.
Có tổng cộng chín ngôi chùa và hai tu viện.
Về giáo dục, Khao Kala bao gồm năm trung tâm phát triển trẻ em, sáu trường tiểu học, một trường trung học, sáu thư viện công cộng và một trung tâm giáo dục không chính quy.
Về thông tin liên lạc, có hai bưu điện, 16 bốt điện thoại công cộng.
Mỗi hộ gia đình đều có đầy đủ điện và nước.

## Địa danh UFO
Khao Kala nổi tiếng là địa danh UFO duy nhất ở Thái Lan. Một số người dân địa phương tin rằng đây là nơi người ngoài hành tinh sẽ cho hạ cánh UFO hoặc để mọi người nhìn thấy họ thường xuyên. Mặc dù người ngoài cuộc hay thậm chí một số người dân địa phương không tin điều đó. Tuy vậy, họ vẫn gọi Khao Kala là "Khu vực 51 của Thái Lan".